# 궁녀 (2007년 영화)
"궁녀"는 김미정 감독의 미스터리 스릴러 사극 영화이다.

## 출연진
- 박진희 : 천령 역
- 윤세아 : 희빈 역
- 서영희 : 월령 역
- 임정은 : 옥진 역
- 전혜진 : 정렬 역
- 김성령 : 감찰 상궁 역
- 김남진 : 이형익 역
- 김학선 : 왕 역

## 수상
- 2007년 제6회 대한민국 영화대상
  - 신인감독상 - 김미정
- 2008년 제12회 판타지아 영화제
  - 여우주연상 - 박진희
- 2008년 제16회 춘사영화상
  - 조명상 - 박세문
- 2008년 제31회 황금촬영상
  - 최우수 주연여우상 - 박진희
- 2008년 제45회 대종상
  - 조명상 - 박세문